# Новобілярська селищна рада
Новобілярська се́лищна ра́да — колишня адміністративно-територіальна одиниця та орган місцевого самоврядування в Лиманському районі Одеської області. Адміністративний центр — селище міського типу Нові Білярі.

## Загальні відомості
Новобілярська селищна рада утворена в 1974 році.
- Територія ради: 26,201 км²
- Населення ради: 1 126 осіб (станом на 2001 рік)
- Водоймища на території, підпорядкованій даній раді: Чорне море, Григорівський лиман

## Населені пункти
Селищній раді були підпорядковані населені пункти:
- смт Нові Білярі
- с. Білярі
- с. Булдинка
- с. Григорівка

## Склад ради
Рада складалася з 16 депутатів та голови.
- Голова ради: Налисник Ольга Володимирівна
- Секретар ради: Горівенко Андрій Валерійович

### Керівний склад попередніх скликань
| Прізвище, ім'я, по батькові  | Основні відомості                                                        | Дата обрання | Дата звільнення |
| ---------------------------- | ------------------------------------------------------------------------ | ------------ | --------------- |
| Налисник Ольга Володимирівна | Селищний голова, 1959 року народження, освіта вища, позапартійна         | 26.03.2006   | 31.10.2010      |
| Налисник Ольга Володимирівна | Селищний голова, 1959 року народження, освіта вища, член Партії регіонів | 31.10.2010   | 2012            |

Примітка: таблиця складена за даними сайту Верховної Ради України

### Депутати
За результатами місцевих виборів 2010 року депутатами ради стали:

#### За суб'єктами висування
| Суб'єкт висування | Кількість обраних депутатів | %    |
| ----------------- | --------------------------- | ---- |
| Самовисування     | 11                          | 68,8 |
| Партія регіонів   | 5                           | 31,3 |

#### За округами
| № округу        | Прізвище, ім'я, по батькові  | Дата визнання обраним | Освіта             | Партійна приналежність            | Відомості про обраного депутата                                                  |
| --------------- | ---------------------------- | --------------------- | ------------------ | --------------------------------- | -------------------------------------------------------------------------------- |
| Партія регіонів |                              |                       |                    |                                   |                                                                                  |
| 1               | Щербань Валерій Іванович     | 04.11.2010            | вища               | член Партії регіонів              | ВАТ «ОПЗ», перевантажник                                                         |
| 2               | Горівенко Юлія Валеріївна    | 04.11.2010            | вища               | член Партії регіонів              | Новобілярська амбулаторія загальної практики — сімейної медицини, головний лікар |
| 7               | Веселовська Галина Іванівна  | 04.11.2010            | середня            | член Партії регіонів              | Новобілярська загальноосвітня школа І-ІІ ст., бібліотекар                        |
| 8               | Налисник Олександр Ігорович  | 04.11.2010            | вища               | член Партії регіонів              | ТОВ «ТІС», електромонтер                                                         |
| 14              | Мартинова Жанна Борисівна    | 04.11.2010            | середня            | член Партії регіонів              | Новобілярська селищна рада, секретар                                             |
| Самовисування   |                              |                       |                    |                                   |                                                                                  |
| 3               | Бегматов Сергій Куйбакорович | 04.11.2010            | середня            | позапартійний                     | тимчасово не працює                                                              |
| 4               | Каща Олександр Вікторович    | 04.11.2010            | вища               | позапартійний                     | ТОВ «Альфа Карін», начальник будівельного майданчика                             |
| 5               | Гурьянова Людмила Степанівна | 04.11.2010            | вища               | позапартійна                      | ВАТ «ОПЗ», контролер                                                             |
| 6               | Приймак Сергій Павлович      | 15.11.2010            | середня спеціальна | позапартійний                     | ТОВ «ТІС», машиніст                                                              |
| 9               | Шашуріна Людмила Йосипівна   | 04.11.2010            | середня            | позапартійна                      | ВАТ «ОПЗ», санітарка                                                             |
| 10              | Железова Алла Юріївна        | 04.11.2010            | вища               | член Комуністичної партії України | БМУ — 17, економіст                                                              |
| 11              | Мельник Тетяна Миколаївна    | 04.11.2010            | середня            | член Партії регіонів              | тимчасово не працює                                                              |
| 12              | Опарій Зінаїда Олександрівна | 15.11.2010            | середня спеціальна | член Народної партії              | ДП « Сісайд Україна», технічний працівник                                        |
| 13              | Малик Віта Анатоліївна       | 04.11.2010            | вища               | позапартійна                      | Новобілярська селищна рада, бухгалтер                                            |
| 15              | Горівенко Андрій Валерійович | 03.01.2011            | середня спеціальна | член Партії регіонів              | ТОВ "Торговий дім «Хлібна гавань», начальник дільниці                            |
| 16              | Матвєєва Віталій Вікторович  | 15.11.2010            | вища               | позапартійний                     | ВАТ «ОПЗ», оператор                                                              |